# Батько

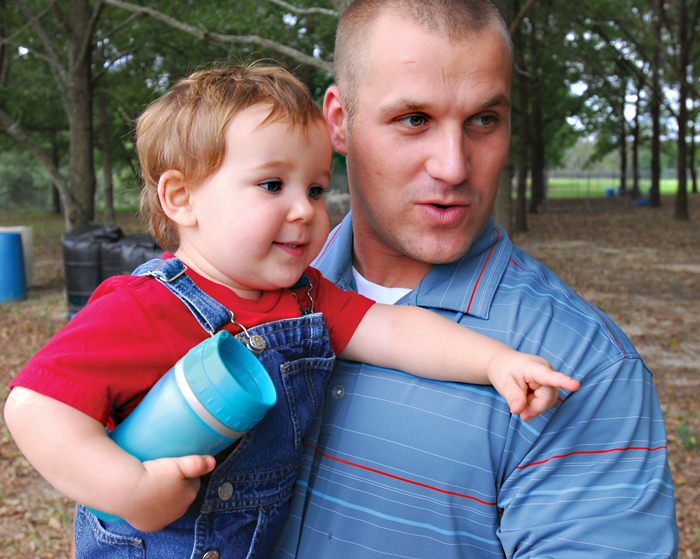
Батько тримає на руках свою дитину

Ба́тько, ст.-укр. батко, розм. та́то — чоловік, який є одним з двох батьків нащадка, опікун дитини або декількох дітей, за яких він несе моральну, матеріальну і суспільну відповідальність та зобов'язання до досягнення зрілого віку і до певної міри теж у дорослому віці. Батько — основа повноцінної сім'ї, має глибокий вплив, особливо у дитинстві, та значення для дитини протягом її життя.
В українській мові, зазвичай термін батько в однині означає чоловічого предка та вихованця дитини, тоді як поняття батьки стосується як тата, так і матері загалом.

## Інші значення
- Основоположник якого-небудь учення, якої-небудь галузі науки, мистецтва і т. д. (перен.)
- Шанобливе називання козацької старшини, отаманів.
- Ввічливе звертання до чоловіка похилого віку.

## Походження назви
Східнослов'янське слово «батько» мовознавці виводять від прасл. *bata, *batja; у процесі розвитку мови за допомогою суфікса зменшеності –к– на українському ґрунті утворилася форма батько. Слово *bata порівнюють з лат. pater, дав.-інд. pita, грец. πατήρ, гот. fadar, англ. father, зводячи до пра-і.є. *pāter-; чи тлумачать як зменшувальну форму від прасл. *bratrъ («брат»), у цьому разі припускається семантичний зсув «брат > батько». Малопереконливі версії запозичення з іранських чи тюркських мов, як і припущення про субстратне балканське походження. Від «батько» утворюються зменшено-пестливі слова батечко, батенько, батонько, батуньо, батусьо, батіночко, батейко.
В українській мові також використовується синонім «тато». Таке ж слово існує або існувало в інших слов'янських мовах: рос. діал. і заст. тата, тятя, болг. та́то, тате, сербохорв. та̏та, та́та, словен. táta, чеськ. táta, словац. tata, н.-луж. tata, в.-луж. tata, пол. tata. Праслов'янську форму слова відновлюють як *tata, і вважають словом з дитячого мовлення, пов'язаним з повторюванням складів при лепетанні (аналогічно «мама», «баба»). Можливо, аналогічне походження має слово *teta («тітка»). Слова з таким же значенням із схожим звучанням трапляються і в інших індоєвропейських мовах: лит. tete, дав.-прусськ. thetis («дід»), лат. atta. Реконструйована праіндоєвропейська форма *átta («тато»); окрім того, вважають, що до неї також сходить праслов'янське *otьcь («отець»). Співзвучні слова існують і в неіндоєвропейських мовах (тур. ata).
Діалектне та застаріле отець (вживається також для звертання до служителів культу) походить від прасл. *otьcь, раніша форма *otьkъ, що утворене від *otъ («батько»); зміна суфікса -ьkъ на -ьсь пояснюється дією третьої палаталізації. Праслов'янське *otъ виводять від пра-і.є. *átta.
Популярне в російській мові звернення «папа» — запозичення, яке потрапило в російську із французької мови (фр. papa), якою розмовляло російське дворянство в XIX ст. (серед дворян зазвичай прийнято наголошувати на французький кшталт останній склад — «папа́»).
Лексема батько засвідчена у стійких означальних словосполученнях номінативного характеру: весільний батько — чоловік, який виконує на весіллі роль батька нареченого або нареченої та хрещений батько — чоловік, який бере участь в обряді хрещення в ролі так званого духовного батька.